# Georg Knöpfle
Georg "Schorsch" Knöpfle (15 de maig de 1904 - 14 de desembre de 1987) va ser un jugador i entrenador de futbol alemany. Com a jugador, va disputar 23 partits internacionals i va formar part de la selecció alemanya als Jocs Olímpics d'estiu de 1928.

## Palmarès
- Campió de la Bundesliga: 1964.
- Subcampió de la Bundesliga: 1965.
- Guanyador de la Copa d'Alemanya: 1961.